# Konnyj Mogoj
Konnyj Mogoj (ros. Конный Могой) – wieś w Rosji, w obwodzie astrachańskim, w rejonie wołodarskim. W 2010 liczyła 122 mieszkańców.